# 瀨越憲作
瀨越憲作（1889年5月22日—1972年7月27日），出生于日本广岛，日本職業围棋棋手。2009年，入選圍棋殿堂。

## 生平
他的棋是由祖父啟蒙，然後全憑自修，達到日本圍棋頂尖水平。
瀨越第一個內弟子是松澤鶴次郎，第二個是井上一郎，橋本宇太郎是老三。此外尚有伊予本桃市、米山德、久井敬史、鈴木圭三，關門徒弟是韓國的曹薰鉉。其中又以關西棋院創始人橋本宇太郎，被譽為昭和棋聖的吳清源、以及曹薰鉉最為著名，為現代圍棋中日韓三足鼎立的繁榮局面做出了巨大貢獻。
第二次世界大战中，美国军队在广岛投放原子弹時，瀨越正在市郊本因坊賽擔任觀察員而逃過一劫，此局就是著名的「原爆之局」。二戰後瀨越憲作擔任日本棋院首任理事長。
在1972年曹薰鉉回韓國服兵役之后的四個月，瀨越憲作因為年老無法繼續下棋而自殺身亡。